# Arrondissement Saint-Brieuc
Arrondissement Saint-Brieuc je francouzský arrondissement ležící v departementu Côtes-d'Armor v regionu Bretaň. Člení se dále na 21 kantonů a 122 obcí.

## Kantony
- Châtelaudren
- La Chèze
- Corlay
- Étables-sur-Mer
- Lamballe
- Langueux
- Lanvollon
- Loudéac
- Moncontour
- Paimpol
- Pléneuf-Val-André
- Plérin
- Plœuc-sur-Lié
- Ploufragan
- Plouguenast
- Plouha
- Quintin
- Saint-Brieuc-Nord
- Saint-Brieuc-Ouest
- Saint-Brieuc-Sud
- Uzel